# Гідриди
Гідри́ди — сполуки водню з іншими елементами, які мають меншу електронегативність. Сполуки водню з галогенами, азотом, киснем, вуглецем і сіркою не є гідридами, але іноді відносяться до цього класу.
Термічне розкладання гідридів слугує одним з методів отримання особливо чистих простих сполук елементів (наприклад, кремнію та германію).

## Класифікація
Гідриди класифікують за їхніми властивостями або ж за типом зв'язку. У 1928 році Фрідріх Адольф Панет запропонував класифікувати гідриди за властивостями: на солеподібні гідриди, металеві та леткі. Однак ця класифікація виявилася недосконалою і в 1941 році Томас Ґібб запропонував уточнений варіант, яким послуговуються і до сьогодні (хоча і цей поділ не є чітким):
1. солеподібні (сольові);
2. металічні (або перехідні);
3. леткі (або ковалентні);
4. полімерні ковалентні.

### Солеподібні гідриди

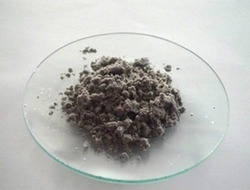
Гідрид натрію NaH

Солеподібні (іонні) гідриди утворені воднем і металами з низькою електронегативністю — представниками лужних, лужноземельних металів, за виключенням гідриду берилію, який проявляє слабкі ковалентні властивості. Вони утворюють сполуки загальної формули MeHx, де х — номер групи металу. Завдяки сильним відновним властивостям, у сполуках проявляється іонний зв'язок.
Солеподібні гідриди зазвичай являють собою білі кристалічні речовини, стійкі в звичайних умовах, які лише при нагріванні розкладаються без плавлення на метал і водень (окрім LiH, плавкого при 689 °С). Водою енергійно розкладаються з виділенням водню.
У промисловості солеподібні гідриди отримують гідруванням металів або деяких бінарних сполук металів при 200–600°С.
{\displaystyle \mathrm {2Na+H_{2}{\xrightarrow {400^{o}C}}\ 2NaH} }
{\displaystyle \mathrm {Li_{3}N+3H_{2}{\xrightarrow {300^{o}C}}\ 3LiH+NH_{3}} }
{\displaystyle \mathrm {CaH_{2}+2H_{2}O\longrightarrow Ca(OH)_{2}+2H_{2}\uparrow } }
{\displaystyle \mathrm {AlCl_{3}+4LiH{\xrightarrow {ether}}\ LiAlH_{4}+3LiCl} }
Гідриди літію, натрію, атакож їхні подівійні гідриди застосовуються в органічному синтезі як відновники і агенти конденсації. Розчином NaH в розплавленому лузі знімають окалину з металевих виробів. CaH2 використовується для висушування і визначення води в органічних розчинниках, при отриманні порошків металів з оксидів, а також водню.

### Металічні гідриди

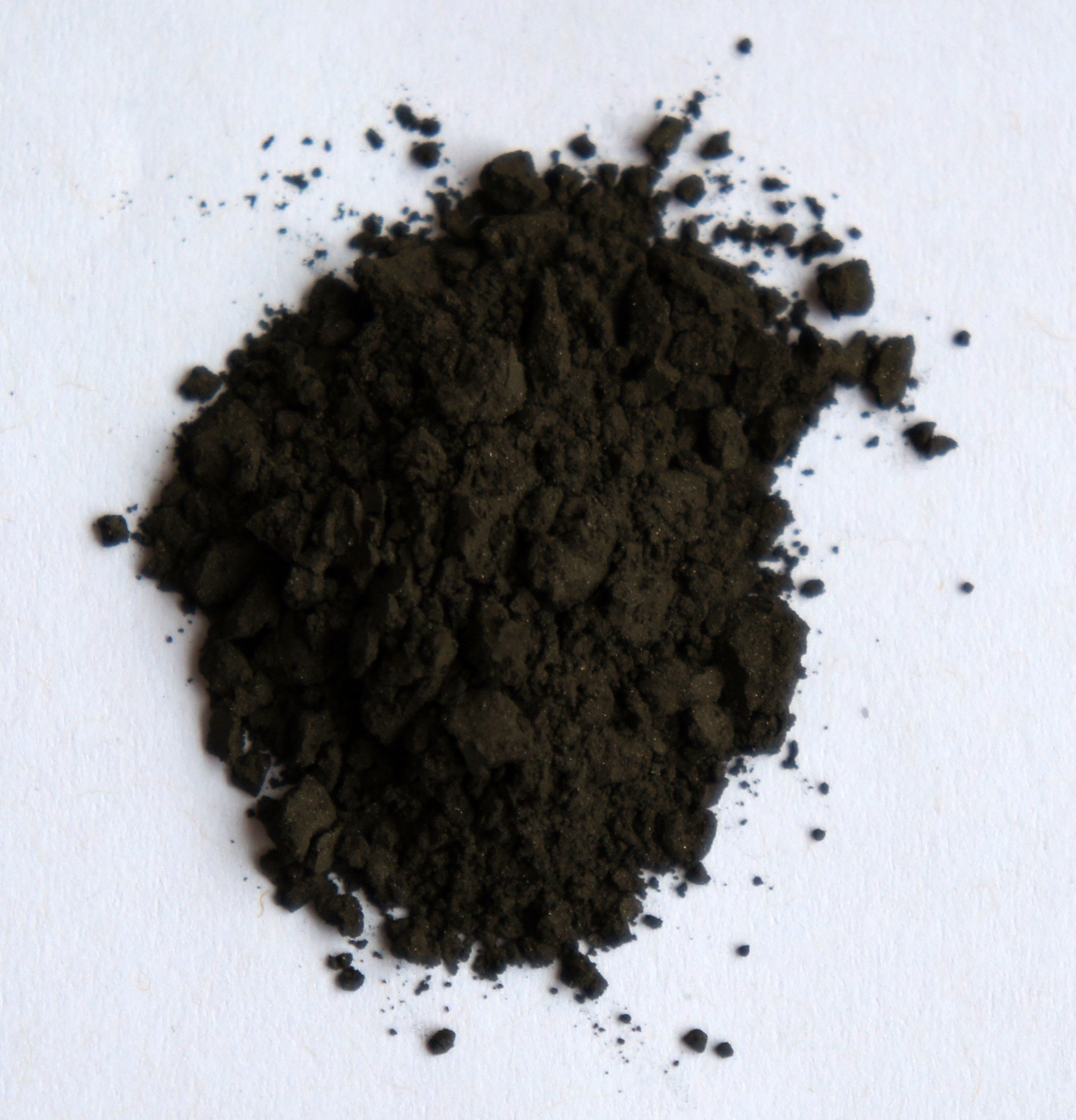
Гідрид титану TiH_{2}

Гідриди перехідних металів належать до типу металічних, оскільки за характером хімічних зв'язку вони схожі з металами. Ці гідриди в більшості випадків є сполуками змінного складу, і формули дають лише граничний вміст водню в них.
Для металів 3 групи періодичної системи (підгрупа скандію та лантаноїди) характерне утворення двох типів гідридів — MeH2 і MeH3. Метали 4 групи (підгрупа титану) утворюють гідриди MeH2, а метали 5 групи (підгрупа ванадію) — MeH. Гідриди металів цих груп — крихкі тверді речовини сірого або чорного кольорів, синтезуються при дії водню на подріблені метали при підвищених температурах. Метали 6, 7 і 8 груп (окрім паладію) при поглинанні водню не дають відповідних хімічних сполук.
Гідриди перехідних металів слугують каталізаторами різних хімічних реакцій. Здатність металів утворювати гідриди використовується у високовакуумній техніці для скріплення водню. В результаті утворення гідридів, наприклад при дії пари води на розжарений метал і при електролітичному виділенні металів, погіршується якість металів (з'являється так звана воднева крихкість).
Гідриди перехідних металів 1 і 2 груп періодичної системи, а також гідриди 3 групи (підгрупа Al) не утворюються при взаємодії металу з воднем. Вони утворюються, наприклад, при відновленні сполук цих металів алюмогидрідом літію LiAlH4 в етерному розчині. Всі вони при нагріванні легко розкладаються на метал і водень.

### Ковалентні гідриди
Ковалентні (леткі) гідриди утворюються елементами з високою електронегативністю, але меншою, ніж у водню. До таких елементів належать елементи 13, 14 та 15 груп періодичної системи, зокрема, бор, кремній, арсен, галій, германій, олово та деякі інші. Згідно деяких тлумачень терміна «гідриди», до летких гідридів також відносять й інші сполуки неметалів з воднем, наприклад, галогеноводні.
Простіші представники цього класу (диборан B2H6, силан SiH4, герман GeH4) є газами, складніші сполуки (наприклад, пентаборан B5H9 і дифосфін P2H4) є рідинами, зустрічаються також тверді речовини (декаборан B10H14). Чимало гідридів легко загоряються на повітрі, B2H6 і SiH4 розкладаються водою з виділенням водню.
Основну частину ковалентних гідридів отримують відновленням галогенідів або дією кислоти на солі активних металів:
{\displaystyle \mathrm {AsCl_{3}+6H^{0}\longrightarrow AsH_{3}+3HCl} }
{\displaystyle \mathrm {GeCl_{4}+8H^{0}\longrightarrow GeH_{4}+4HCl} }
{\displaystyle \mathrm {SbCl_{3}+6H^{0}\longrightarrow SbH_{3}+3HCl} }
{\displaystyle \mathrm {Mg_{2}Si+4HCl\longrightarrow SiH_{4}+2MgCl_{2}} }
{\displaystyle \mathrm {Mg_{3}B_{2}+6HCl\longrightarrow B_{2}H_{6}+3MgCl_{2}} }

### Полімерні гідриди
Гідрид, що має ланцюгову або кристалічну структуру з мультицентровим типом зв'язку. Це сполуки Н з Be i Al. В ВеН2 кожен атом Ве є тетраедричним і утворює зв'язки як у диборанах. Структуру AlH3 становить нескінченна кристалічна ґратка, де кожен Al(ІІІ) знаходиться в центрі AlH6-октаедра, а Н атоми є містками між парами атомів Al.
До класу полімерних гідридів відносяться сполуки, які здатні утворювати гідридні містки між атомами. Вони утворюються елементами 12 і 13 груп, а також берилієм. Особливе місце серед них посідають бороводні.